# 倫敦市旗
倫敦市旗是英国倫敦市的市旗，以英格蘭國旗為藍本，其設計是在英格蘭國旗的左上角白色部分增加了一把紅色的劍。倫敦市旗和大倫敦地區的旗幟並不相同，大倫敦地區目前沒有代表自己的旗幟。倫敦市旗在倫敦市的主要建築飄揚，包括市政廳和倫敦塔橋等建築。倫敦市旗的圖案也出現在1英鎊硬幣上。

## 图集
- 伦敦市徽
- 竖挂版本
- 悬挂于伦敦塔桥的英国国旗和伦敦市旗